# 42nd Street (film)
42nd Street is een Amerikaanse muziekfilm uit 1933 onder regie van Lloyd Bacon.

## Verhaal
Julian Marsh is een succesvol theaterproducent op Broadway. Hij is druk bezig met zijn nieuwste voorstelling. Aan de vooravond van de generale repetitie laat de hoofdrolspeelster hem plots in de steek. Hij moet dus als de bliksem vervanging vinden voor haar. Zijn oog valt op de koordanseres Peggy Sawyer. Zij wordt op haar beurt een vedette.

## Rolverdeling
| Acteur           | Personage        |
| ---------------- | ---------------- |
| Warner Baxter    | Julian Marsh     |
| Bebe Daniels     | Dorothy Brock    |
| George Brent     | Pat Denning      |
| Ruby Keeler      | Peggy            |
| Guy Kibbee       | Abner Dillon     |
| Una Merkel       | Lorraine Fleming |
| Ginger Rogers    | Ann              |
| Ned Sparks       | Barry            |
| Dick Powell      | Billy Lawler     |
| Allen Jenkins    | Mac Elroy        |
| Edward J. Nugent | Terry            |
| Robert McWade    | Jones            |
| George E. Stone  | Andy Lee         |

## Filmmuziek
- Forty-Second Street
- It Must Be June
- Pretty Lady
- Shuffle Off to Buffalo
- Young and Healthy
- You're Getting to Be a Habit With Me